# Anomalon flosmaculum
Anomalon flosmaculum är en stekelart som beskrevs av Wang 1982. Anomalon flosmaculum ingår i släktet Anomalon och familjen brokparasitsteklar. Inga underarter finns listade i Catalogue of Life.